# Dealu Botii
Dealu Botii – wieś w Rumunii, w okręgu Kluż, w gminie Beliș. W 2011 roku liczyła 53 mieszkańców.